# Soucht
Soucht (deutsch Sucht) ist eine französische Gemeinde mit 1024 Einwohnern (Stand 1. Januar 2022) im Département Moselle in der Region Grand Est (bis 2015 Lothringen). Sie gehört zum Arrondissement Sarreguemines und zum Kanton Bitche.

## Geografie
Der Ort liegt etwa zwölf Kilometer südwestlich von Bitsch an der Grenze zum elsässischen Département Bas-Rhin im Biosphärenreservat Pfälzerwald-Vosges du Nord. Der Ort ist mit dem nordöstlich anschließenden Nachbarort Meisenthal fast zusammengewachsen. Zur Landschaftspflege werden die von Verbuschung bedrohten Wiesen um Soucht von Schottischen Hochlandrindern beweidet.

## Geschichte
Im Jahr 1629 wurde einem Glasmacher aus Münzthal die Genehmigung erteilt, eine neue Betriebsstätte zu gründen. Als Anekdote ist überliefert, der Landesherr habe auf die Frage des Glasmachers, wo er sich niederlassen solle, geantwortet : « Sucht! » (= suchen Sie!). Dies sei dann der Name der Siedlung geworden. Die Glaserei von Sucht überstand als einzige der zahlreichen Glashütten im Bitscher Land den Dreißigjährigen Krieg. Als gegen 1700 jedoch das in der Umgebung verfügbare Holz verbraucht war, siedelte der Betrieb nach Meisenthal um und wurde dort bis 1969 fortgeführt. Vor 1930 entwickelte sich in Soucht das Handwerk der Holzschuhmacherei. Holzschuhe (im Lothringer Platt Klumpe) waren in jener Zeit in der regionalen Glas- und Hüttenindustrie als Fußbekleidung und Schutz vor den heißen Flüssigkeiten viel in Gebrauch. Ein letzter von einst über 60 Holzschuhmachern (fr: sabotiers) ist in Soucht heute noch tätig.

### Wappen
Das viergeteilte Gemeindewappen zeigt auf zwei Feldern das einfache Wappen Lothringens, mit dem Pokal und dem Schuh in den beiden restlichen Feldern wird an die lange Tradition der Glas- und Holzschuhproduktion erinnert. Über allen Feldern liegt in der Mitte das Schildlein mit dem Wappen der nahen Kleinstadt Bitsch. Das Souchter Wappen wurde 1979 anlässlich des 350. Jahrestag der Gründung des Dorfes angenommen.

### Bevölkerungsentwicklung
| Jahr      | 1962 | 1968 | 1975 | 1982 | 1990 | 1999 | 2007 | 2019 |
| Einwohner | 1231 | 1304 | 1318 | 1304 | 1255 | 1188 | 1180 | 1053 |

## Kultur und Sehenswürdigkeiten

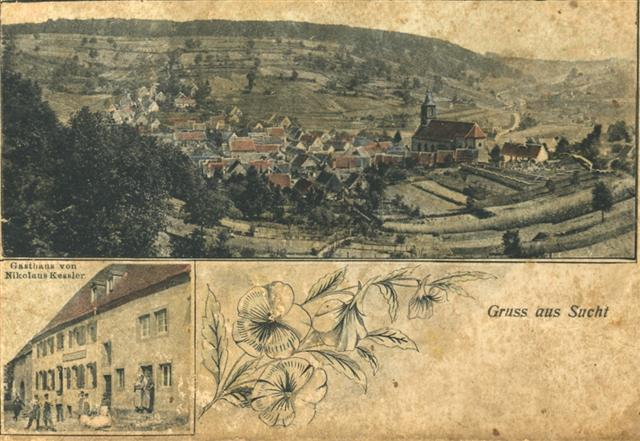
Soucht auf einer historischen Postkarte

Eine Mühle aus dem 17. Jahrhundert ist seit 1892 außer Betrieb. Die Pfarrkirche Mariä Himmelfahrt wurde 1770 erbaut; sie beherbergt drei gläserne Leuchter und eine Kreuzwegdarstellung. Das Museum der Holzschuhherstellung wurde in einer originalgetreu erhaltenen Werkstatt eingerichtet.

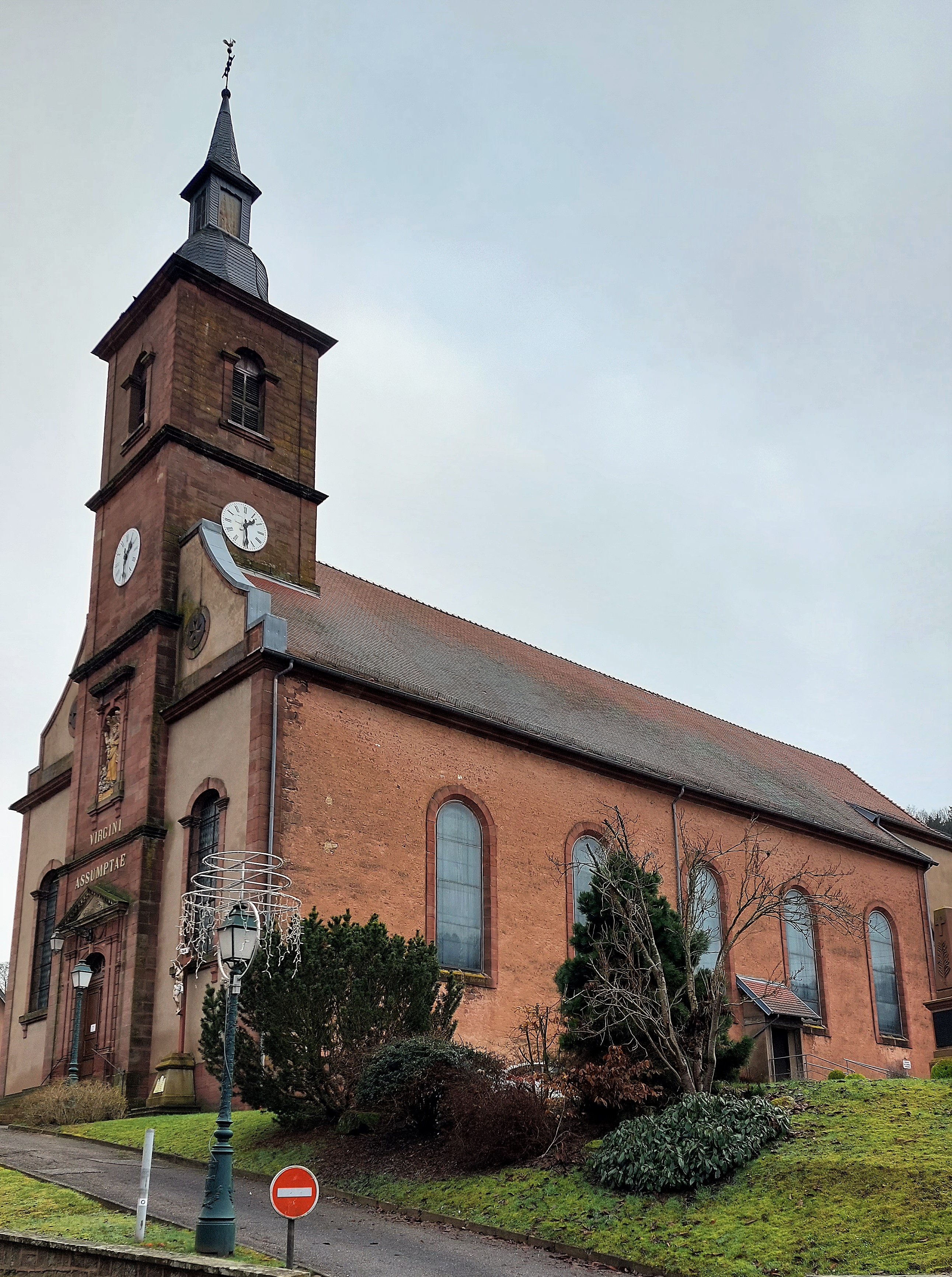
Kirche Mariä Himmelfahrt
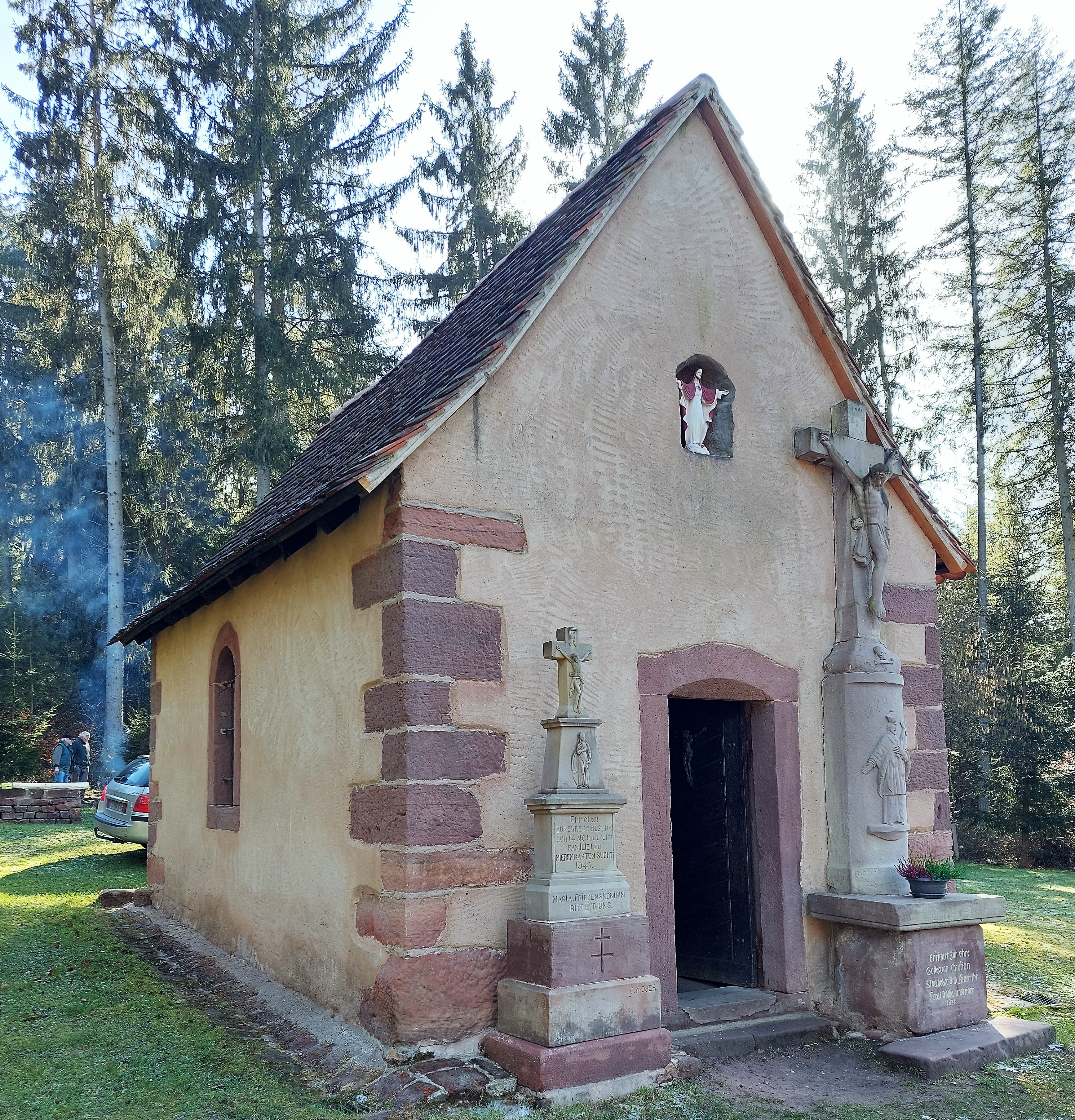
Kapelle St. Paul
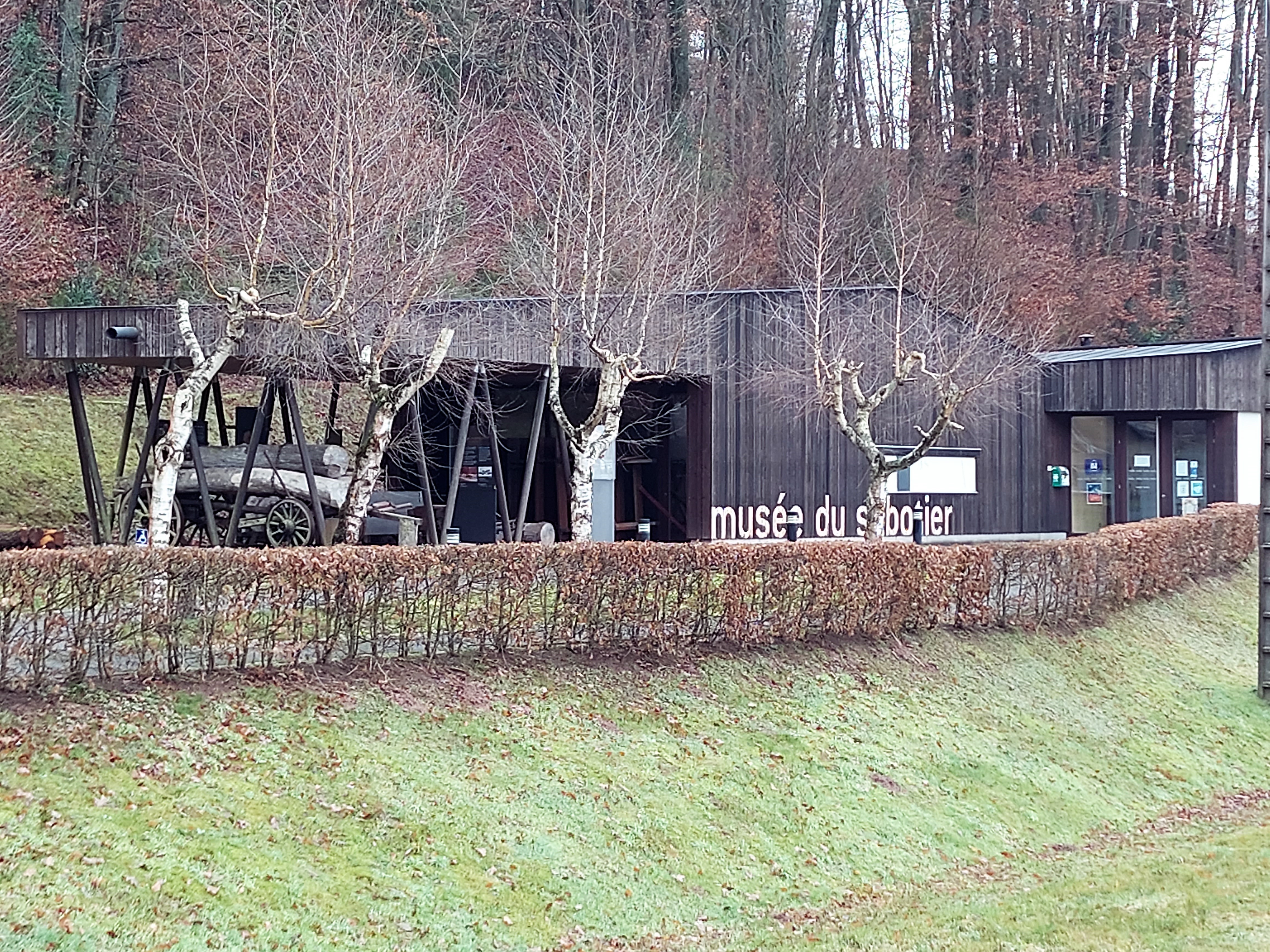
Holzschuhmuseum

## Verkehr
Soucht liegt an der Départementsstraße D 83 (Meisenthal – Rahling). 1897 wurde die Stichbahn von Wingen nach Münzthal gebaut und auch Soucht erhielt eine Bahnstation. Mit dem Niedergang der Glasindustrie wurde 1969 die Bahnstrecke stillgelegt.

## Belege
1. ↑  Wappenbeschreibung auf genealogie-lorraine.fr (französisch)